# Diaphenchelys pelonates
Diaphenchelys pelonates je jegulja iz porodice Muraenidae. Obitava u tropskim vodama oko Indonezije. Ovo je jedina vrsta u svom rodu.
Smeđe je boje s bijelim mrljama, naraste maksimalno 46.5 cm. Vole muljevita dna s raštrkanim stijenama.